# پیشگوی پنهان
پیش‌گوی پنهان کتاب خیال‌پردازی براساس اسطوره‌شناسی یونانی و رومی نوشته ریک ریوردن است. این کتاب اولین جلد از مجموعه کتاب‌های محاکمه‌های آپولو است که در ۳ مه ۲۰۱۶ در آمریکا منتشر شد.
کتاب، خدای آپولو را در زمانی که به عنوان مجازات توسط پدرش زئوس به انسان تبدیل شده و از المپوس به نیویورک سقوط می‌کند را دنبال می‌کند. او باید به کمک دوست‌های نیمه ایزدش قدرت کنترل هر پنج پیشگوی باستانی را برگرداند تا بتواند دوباره قدرت‌های ایزدی خود را به دست آورده و به المپ برگردد.